# Cho Yu-min
Cho Yu-min (kor. 조유민; ur. 17 listopada 1996 w Daegu) – południowokoreański piłkarz, występujący na pozycji obrońcy w emirackim klubie Nadi asz-Szarika oraz w reprezentacji Korei Południowej. Uczestnik Mistrzostw Świata 2022.

## Statystyki

### Klubowe
Na podstawie:
| Klub                 | Sezonów | Liga           | Liga  | Liga   | Puchar krajowy | Puchar krajowy | Kontynentalne | Kontynentalne | Suma  | Suma   |
| Klub                 | Sezonów | Liga           | Mecze | Bramki | Mecze          | Bramki         | Mecze         | Bramki        | Mecze | Bramki |
| -------------------- | ------- | -------------- | ----- | ------ | -------------- | -------------- | ------------- | ------------- | ----- | ------ |
| Suwon FC             | 3       | K League 1     | 81    | 4      | 4              | 2              | –             | –             | 116   | 10     |
| Suwon FC             | 2       | K League 2     | 31    | 4      | 4              | 2              | –             | –             | 116   | 10     |
| Daejeon Hana Citizen | 1       | K League 2     | 35    | 7      | 0              | 0              | –             | –             | 56    | 9      |
| Daejeon Hana Citizen | 1       | K League 1     | 21    | 2      | 0              | 0              | –             | –             | 56    | 9      |
| Nadi asz-Szarika     | 1       | UAE Pro League | 3     | 0      | 0              | 0              | –             | –             | 3     | 0      |
|                      | Łącznie | Łącznie        | 171   | 17     | 4              | 2              | 0             | 0             | 175   | 19     |

### Reprezentacyjne
Na podstawie:
| Mecze i gole w reprezentacji | Mecze i gole w reprezentacji | Mecze i gole w reprezentacji | Mecze i gole w reprezentacji | Mecze i gole w reprezentacji | Mecze i gole w reprezentacji | Mecze i gole w reprezentacji | Mecze i gole w reprezentacji |
| Lp.                          | Data                         | Miasto                       | Przeciwnik                   | Wynik                        | Gole                         | Inne                         | Faza rozgrywek               |
| ---------------------------- | ---------------------------- | ---------------------------- | ---------------------------- | ---------------------------- | ---------------------------- | ---------------------------- | ---------------------------- |
| 1.                           | 20.07.2022                   | Toyota                       | Chiny                        | 3:0 (1:0)                    |                              |                              | Mistrzostwa EAFF             |
| 2.                           | 24.07.2022                   | Toyota                       | Hongkong                     | 3:0 (1:0)                    |                              |                              | Mistrzostwa EAFF             |
| 3.                           | 27.07.2022                   | Toyota                       | Japonia                      | 0:3 (0:0)                    |                              |                              | Mistrzostwa EAFF             |
| 4.                           | 11.11.2022                   | Hwaseong                     | Islandia                     | 1:0 (1:0)                    |                              |                              | mecz towarzyski              |
| 5.                           | 02.02.2024                   | Ar-Rajjan                    | Portugalia                   | 2:1 (1:1)                    |                              |                              | Mistrzostwa Świata 2022      |

## Sukcesy
Na podstawie:

### Reprezentacyjne
- I miejsce na Igrzyskach Azjatyckich 2018